# Chlum Svaté Maří
Chlum Svaté Maří – miejscowość i gmina (obec) w Czechach, w kraju karlowarskim, w powiecie Sokolov. W 2022 roku liczyła 297 mieszkańców.